# Hubert Fol
 (juillet 2014).
Si vous disposez d'ouvrages ou d'articles de référence ou si vous connaissez des sites web de qualité traitant du thème abordé ici, merci de compléter l'article en donnant les références utiles à sa vérifiabilité et en les liant à la section « Notes et références ».
Hubert Fol est un saxophoniste de jazz et compositeur français né le 11 novembre 1925 à Paris 16e où il est mort le 19 janvier 1995.

## Biographie
La mère de Hubert Fol lui enseigne, ainsi qu'à son frère Raymond, le piano. Il étudie aussi le violon et la clarinette à partir de 1942, mais c'est en qualité de saxophoniste alto qu'il joue dans l'orchestre traditionnel de Claude Abadie aux côtés de Boris Vian et de Jean Marco, avec lesquels il enregistre plusieurs faces de 78t en 1945 et en 1946. Cet orchestre joue tout au long de ces deux années pour le Special Service Show de l'armée américaine, et c'est avec lui que Hubert Fol enregistre ses premiers disques en 1947. Le 4 décembre 1947, Hubert Fol et Claude Luter prêtent leur concours à une rétrospective présentée par Boris Vian, « 50 ans de Jazz », dans la salle de l'ancien Conservatoire, aujourd'hui salle du conservatoire d'art dramatique dans le 9e arrondissement de Paris.. 
Puis, il s'oriente vers le jazz moderne formant avec son frère Raymond Fol les « Be-Bop Minstrels », créant, d'après la discographie abordée plus loin les premiers enregistrements vraiment be-bop réalisés en France. Cet orchestre des « Be-Bop Minstrels » joue en 1948 au Bœuf sur le toit et, le 20 février 1951, en compagnie de Django Reinhardt au Club Saint-Germain pour la réouverture après travaux. Ils seront enregistrés par la Radio Diffusion Française à cette occasion. Ensemble, ils enregistrent plusieurs titres. Hubert Fol participe à des « Jazz Parades » au Théâtre Édouard VII le 16 octobre 1949 avec les Be-Bop Minstrels, et sans eux le 22 janvier 1950. En 1949, il joue aussi avec Coleman Hawkins, ainsi qu'avec Dizzy Gillespie et Rex Stewart. 
Toujours en 1949, il est engagé au Frisco dans l'orchestre de Kenny Clarke où il retrouve Bill Coleman, James Moody, Pierre Michelot et d'autres, mais l'établissement ferme peu après. On l'entend au cours du premier Salon du Jazz, qui se tient du 1er au 5 décembre 1950 au Centre Marcellin Berthelot. Il participe, le 16 décembre de la même année, au sein de l'orchestre du trombone Bill Tamper à la « Nuit du Jazz » au Coliseum. Il dirige une formation de neuf musiciens le 23 février 1952 lors d'un concert organisé par le Théâtre national populaire au Théâtre des Champs-Élysées. 
À la Salle Pleyel, à l'occasion du deuxième Salon International du Jazz, Hubert Fol est à la tête d'une grande formation le 29 mars 1952, puis le 30 mars (avec en vedette le trompettiste Ernie Royal). Il y revient le 6 juin 1954 avec un quintette. Il est invité en 1952/1953 au Rex, à l'émission publique radiophonique d'André Francis et Charles Delaunay, « Jazz Variétés ». En 1953 et 1954, il se produit au Ringside. 
Il travaille depuis 1954 au Perdido avec Raymond Le Sénéchal, le batteur Mac Kac et Marcel Dutrieux. Il joue le 21 mars 1954 à l'École normale de musique de Paris au cours d'un concert proposé par l'Association des Musiciens de La Louisiane, rue Bernard-Palissy, en compagnie de Raymond Fol, d'Ines Cavanaugh et de Jay Sournet (vocal). En novembre 1962, il fait partie du spectacle « Milk Shake Show » donné pendant une semaine à L'Olympia. C'est en 1951 et en 1953 que plusieurs enregistrements sont gravés pour la marque Decca. 
Début 1954, Hubert Fol se produit au Club Saint-Germain avec Geo Daly, Henri Crolla, Emmanuel Soudieux, Maurice Meunier et Roger Paraboschi. La même année, il enregistre au sein du grand orchestre de Jack Diéval et fait partie de l'orchestre de Tony Proteau au Club Saint-Germain. Celui-ci, au cours d'un entretien pour la revue Jazz Hot (n° 98 d'avril 1955) confiait à Jacques-Bernard Hess : « Hubert Fol est, je crois, un des seuls types qui ait vraiment compris ce qu'est le Jazz. On lui fait souvent grief de son irrégularité; j'y vois une preuve de sa sensibilité. »
En décembre 1955, Hubert Fol joue au Tabou après une longue absence, mais à la fin des années 1950, des problèmes de santé l'obligent à interrompre son activité de musicien et il ne jouera plus que de façon épisodique jusque dans les années 1990.
Hubert Fol fut apprécié pour sa sonorité pleine et volumineuse[réf. nécessaire] ainsi que pour son style d'une franchise brutale et directe (le vrai swing de la jungle)[réf. nécessaire].

## Discographie
Claude Abadie et son orchestre (Paris, 20 janvier 1945), Buda Music 2006
- Jazz me Blues (Delaney)
- At the Jazz Band Ball (La Rocca)
- Riverboat Shuffle (Carmichael)
- I've found a new Baby (S.Williams)
- Basin'Street Blues
- Tin Roof Blues (Mares-Melrose)

Claude Abadie  et son orchestre (Paris, 5 juillet 1946), EMI Jazz Time 20.
- That Dada Strain (Medina-Dowell)
- Jazz me Blues (Delaney)

Claude Abadie et son orchestre (Paris, 28 février 1946), EMI Jazz Time 20.
- Jazz me Blues (Delaney)
- Tin Roof Blues (Mares, Brunies-Melrose)
- Muskrat Ramble (Ory)
- I've found a new Baby (S.Williams)

Claude Abadie et son orchestre (Paris, 6 novembre 1946).
- Fidgety Feet (La Rocca-Shields)
- Pimlico (Luter)
- Riverside Blues (Thomas Dorsey-Richard M. Jones)
- Belleville (Reinhardt)

The Be-Bop Minstrels (Paris, 4 juillet 1947)
- A Night in Tunisia (Gillespie)
- Lubie Loo (Jack Carmen)
- Swinging at Lutetia (Allan Jeffreys)
- Making Be-Bop (J.Carmen)

Boris Vian et son orchestre du Tabou (Paris, 25 octobre 1947), Buda Music
- Ah, si j'avais un franc cinquante (Schonberger-Vian)
- Time's-wastin / Things ain't what they used to be (Ellington)
- Rose Room (Hickman - H.Williams)
- Sweet and Be-Bop (Allan Jeffreys)
- Basin Street Blues (S. Williams)

Hubert Fol and the Be-Bop Minstrels (Paris, 17 mars 1948)
- Hard To get (K. Clarke)
- Ralph goes (Ralph Shecroun)
- I've got Be-Bop (H. Fol)
- All the Things You are (J. Kern)

Kenny Clarke and his orchestra (Paris, 4 mai 1948)
- Algerian Cynicism  (K. Clarke)
- Laurenzology (Cl. Laurence)
- Doria (H. Montaggioni)
- I tell you in any Minute (K. Clarke)

Kenny Clarke and his orchestra (Paris, 15 mai 1948)
- Annel (J. Heath)

The Be-Bop Minstrels (Paris, 15 novembre 1948)
- Boppin' an Oilskin (D. Collins)
- Lover come back to me (S. Romberg)
- Now,cut out (H. Fol)
- Lover Man (J. Davis - R. Ramirez)

Neuvième Concert public de Jazz (Paris, 3 mars 1949)
Hubert Fol and the Be-Bop Minstrels
- Indiana (J. F Hanley - Mc Donald)

Hubert Fol and the Be-Bop Minstrels (Paris, 29 octobre 1949)
- Love in the Sun (H. Fol)
- Iambic Pentameter (K. Clarke)
- Assy pan assy (H. Fol)
- Robin's Nest (Ch. Thompson)

All Star Français (Paris, 15 décembre 1949)
- Blues 1950 Part.1
- Blues 1950 Part.2

Coleman Hawkins and his orchestra (Paris, 21 décembre 1949)
- Sih-Sah (Moody-Hawkins)
- It's only a Paper Moon (Arlen)
- Bean's talkin' again (Hawkins-Clarke)
- Bah-U-Bah (Dameron-Hawkins)

Hubert Fol and the Be-Bop Minstrels (Paris, 1er mars 1950)
- These Foolish Things (Marvell, Strachey, Link)

Hubert Fol and the Be-Bop Minstrels (Paris, 3 mars 1950)
- This Fol-ish Thing (H. Fol)
- These Foolish Strings (P. Michelot)
- These Foolish Things (Marwell-Strachey-Link)
- Out of Nowhere (Green-Heyman)

Ernie Royal and the Duke Knights (Paris, 13 avril 1950)
- Perdido  Part 1 (Ellington)
- Perdido  Part 2

Kenny Clarke and his orchestra (Paris, 7 juin 1950)
- I'll get You let (J. Smalley)
- Be Good, Girl (K. Clarke - Cl. Laurence)

Raymond Fol and his orchestra (Paris, 28 juin 1950)
- Lonely Moments (M. L Williams)
- Death of the Octopus (R. Fol)
- Ivory Black Part 1 (R. Fol)
- Ivory Black Part 2

James Moody Boptet (Paris, 3 juillet 1950)
- Delooney (J. Moody)
- Real Cool
- In the Anna
- Voilà (J. Moody)

Inauguration du nouveau Club Saint-Germainémission de radio présentée par André Francis, Django Reinhardt et l'orchestre Hubert Fol (Paris, 20 février 1951)
RDF
- Dream of You (Sy Oliver-J. Lunceford)
- Manoir de mes rêves (D. Reinhardt)
- I can't give You anythig but love (J. Mc Hugh)
- Jumpin' with Symphony Sid (L. Young)

Retransmission radio du Club Saint-Germain entre le 21 et le 28 février 1951
RDF
- Margie (C. Conrad)
- Diminishing Blackness (D. Reinhardt)
- Lover (Rodgers-Hardt)
- Nuages  (D. Reinhardt)
- Impromptu (D. Reinhardt)

Django Reinhardt et son Quintette (Paris, 11 mai 1951)
- Double Whisky (D. Reinhardt)
- Dream of You (Sy Oliver-Lunceford)
- Impromptu  (D. Reinhardt)
- Vamp (D. Reinhardt)

Django Reinhardt et son Quintette (Paris, 30 janvier 1952)
- Keep Cool (R. Fol)
- Flèche d'or (D. Reinhardt)
- Troublant Boléro (D. Reinhardt)
- Nuits de Saint-Germain-des-Prés (D. Reinhardt)

Dizzy Gillespie All Stars (Paris, 11 avril 1952)
- Cripple crapple crutch  (D. Gillespie)
- Dizzy Song (Lady Bird - Dameron)
- Somebody loves me (Gershwin)
- She's funny that Way (Whiting)
- Wrap your Troubles in Dreams (Koelher)
- Take 2
- Sweet Lorraine (Burwell-Parrish)
- Everything happens to me (Adair-Denis)
- I don't know why (Turk-Ahlert)

Bande sonore du film La Route du Bonheur (Paris, mars-avril 1952)
- Nuits de Saint-Germain des Prés (Reinhardt)

Émission de Radio RDF avec Aimé Barelli et son orchestre, Django Reinhardt, Hubert Fol, et de nombreux Jazzmen invités pour Jazz Variétés (Paris, novembre 1952)
Paul Norman and his orchestra (Paul Norman ; pseudonyme de Léo Souris) (Paris, octobre-novembre 1952)
- Norman Boogie
- Babylon Blues
- Rocking Horse Rag
- Hésitation

Django Reinhardt et son quintette (Paris, 30 janvier 1953)
- Crazy Rhythm (I. Caesar)
- Anouman (D. Reinhardt)
- Fine and Dandy (James-Swift)
- D.R Blues (D. Reinhardt)

Émission Radio Ecole française moderne de Jazz présentée par André Hodeir. Trois titres sont diffusés par Tony Proteau et son orchestre dont Hubert Fol est le soliste (Paris, samedi 14 novembre 1953)
Jack Diéval et son orchestre (Paris, printemps 1954)
- Smoke gets in your eyes (J. Kern)
- Jazz aux Champs-Elysées (Lady be good : Gerschwin)
- Royal garden blues (Cl & Sp. Williams)
- Le Baron (Bernie's tune) (Bernie Miller)
- Just squeeze me (Ellington)
- If I had You (Shapiro-Campbell-Conelly)

Moustache Jazz Seven (Paris, 1954)
- Whispering (Schonberger)
- Always (I. Berlin)
- Who (J. Kern)
- Halleluya (V. Youmans-Léo Robin)
- Small Hotel (Rodgers-Hart)
- I want to be happy (Youmans-Caesar)
- The eyes for you (Warren-Dubin)
- After you've gone (Layton-Creamer)

Jazz Boom no 1, Apollo Théâtre, Paris le 12 mai 1954
- Yardbird Suite (Parker)

Michel de Villers Octette (Paris, 1954)
- Night and Day (Porter)
- These Foolish Things (Marvell-Strachey)
- Cat on the Stairs (de Villers)
- I Only have Eyes for You (Warren-Dubin)
- Penitas de Amor (de Villers)

Hubert Fol quartette (Paris, 18 janvier 1956)
- A Fine Romance (J.Kern-D.Fields)
- They can't take that away from me (Gershwin)
- You go to my Head (Haven Gillespie-J.F Coots)

Kenny Clarke + 8 (Paris, 24 juin 1957)
- Jean-Paul (Ch. Chevallier)

Kenny Clarke plays Pierre Michelot (Paris, 23 septembre 1957)
- Fantasy for Bass (Michelot)
- Love me or leave me (Donalson-Kahn)
- Fun for Four (Michelot)
- Jackie mi little Cat (Michelot)

Kenny Clarke + 8 (Paris, 10 octobre 1957)
- Black Knight (Chris. Chevallier)